# Notació E-Z
La notació E–Z, o convenció E–Z, és el mètode preferit de la IUPAC per a descriure l'estereoquímica absoluta dels dobles enllaços en química orgànica. La notació d'isòmers cis-trans descriu només l'estereoquímica relativa; la notació E–Z n'és una extensió que es pot utilitzar per a descriure enllaços dobles que tenen dos, tres o quatre substituents. La notació E i Z només s'utilitza quan un compost té dos o més substituents diferents.
Seguint les regles de prioritat de Cahn-Ingold-Prelog (regles CIP), a cada substituent d'un doble enllaç se li assigna una prioritat, després es comparen les posicions del major dels dos substituents de cada carboni. Si els dos grups de major prioritat es troben a costats oposats del doble enllaç (trans entre si), a l'enllaç s'assigna la configuració E (de entgegen, la paraula alemanya per "oposat"). Si els dos grups de prioritat més alta es troben al mateix costat del doble enllaç (cis entre si), a l'enllaç s'assigna la configuració Z (de zusammen, la paraula alemanya per "junts").
|            |  |            |
| (E)-2-Butè |  | (Z)-2-Butè |

Les lletres E i Z s'imprimeixen convencionalment en cursiva, entre parèntesis, i se separen de la resta del nom amb un guionet. Sempre s'imprimeixen en majúscules completes (no en minúscules ni en majúscules petites), però no constitueixen la primera lletra del nom per a les regles de majúscules en anglès (com a l'exemple anterior).
Un altre exemple: les regles CIP assignen una prioritat més alta al brom que al clor, i una prioritat més alta al clor que a l'hidrogen, d'aquí la següent nomenclatura (possiblement contraintuïtiva).
|                            |  |                            |
| (E)-1-Bromo-1,2-dicloroetè |  | (Z)-1-Bromo-1,2-dicloroetè |

Alitretinoïna

Per a molècules orgàniques amb múltiples enllaços dobles, de vegades és necessari indicar la ubicació del doble enllaç per cada símbol E o Z. Per exemple, el nom químic de l'alitretinoïna és (2E,4E,6Z,8E)-3,7-dimetil-9-(2,6,6-trimetil-1-ciclohexenil)nona-2,4,6,8-àcid tetraenoic, que indica que els dobles enllaços que comencen a les posicions 2, 4 i 8 són E mentre que el que comença a la posició 6 és Z.

## Estereoquímica indeterminada d'un doble enllaç
Es pot emprar el prefix "E/Z-" per a indicar incertesa en els isòmers E o Z en un doble enllaç. Per a les representacions gràfiques, els enllaços simples ondulats són la manera estàndard de representar estereoquímica desconeguda o no especificada o una barreja d'isòmers (com passa amb els estereocentres tetraèdrics). De vegades s'ha utilitzat un doble enllaç creuat però ja no es considera un estil acceptat per l'ús general de la IUPAC, encara que eventualment ho pot requerir el programari informàtic.

Estereoquímica dels alquens